# 来馬岳
来馬岳（らいばだけ）は、北海道登別市にある標高1,040.1mの火山である。

## 名称の由来
来馬川の水源となっていることから、アイヌ語で「ライパヌプリ（raipa-nupuri）」 （ライパの・山）と呼ばれていたことに由来する。

## 登山道
- 登山口は登別市カルルス温泉とオロフレ峠、鉱山町奥からの3ヶ所があるがメインはカルルス温泉からのコースである。
- カルルス温泉コースは5合目まではサンライバスキー場の中を通る。
- スキー場を抜けてから山頂までの登山道は地元の登別山岳会により、よく整備されており、数年前からは6月頃、登山道に沿ってシラネアオイなどの高山植物が見られるようになった。
- 来馬岳山頂からは、太平洋や登別・室蘭市街地、遠く羊蹄山を望むことができる。
- 二等三角点（点名「来馬岳」）が設置されている。

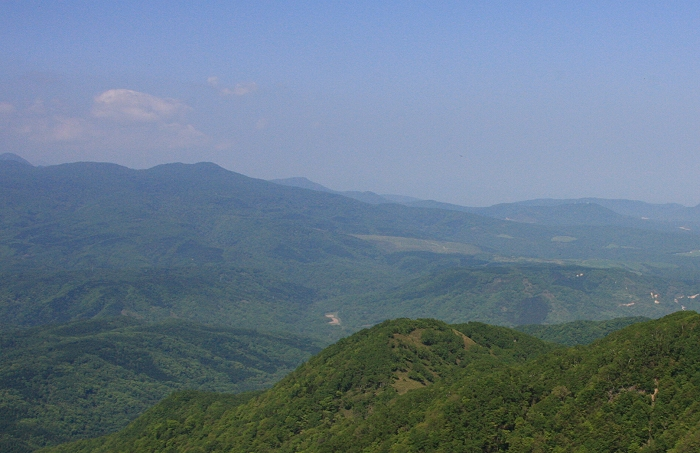
鷲別岳より望む来馬岳